# 이행거절
이행거절(履行拒絶)이란 채무의 이행이 가능함에도 채권자에게 채무이행의 의사가 없음을 진지하고 종국적으로 표시함으로써 객관적으로 보아 채무자의 임의이행을 더 이상 기대할 수 없게 하는 상태를 말한다.

## 사례
6월 1일, 매매자는 목장을 매수자에게 매매하는 서면계약을 체결하고 12 월 1일에 목장을 인도하기로 약정하였다. 10월 1일에, 매수자는 "나는 현재 쇠고기 가격 폭락으로 우리의 6월 1일 계약에 대해 불만이 많아요. 나는 목장을 구입하고자 하지 않습니다."라고 전화로 통보하였다. 이 경우 매수자는 이행거절을 한 것으로 볼 수 있다.

## 미국법 상 사전이행거절
사전이행거절이 있는 경우, 그 상대방은 다음의 4가지 선택권을 가진다：
① 사전이행거절을 이행거절로 보아 즉각 소를 제기하는 것; ② 자신의 의 무를 이행하지 않은 채로 약속자의 이행기를 기다려 소를 제기하는 것; ③ 이행거절의 의사표시를 계약해제의 청약으로 보고 그 의사표시에 대응하는
승낙을 하여 계약을 해제하는 것(합의해제); ④ 사전이행거절의 의사표시를 무시하고 약속자에게 이행청구를 하는 것. 쌍방계약의 당사자 일방이 사전이행거절의 의사표시를 하였다 하더라도 그 후에 그 의사표시를 철회하는 것이 가능하다. 그러나 이행거절의 의사표시를 계약해제의 청약으로 보고 그 의사표시에 대응하는 승낙을 하여 계약 을 해제하였거나 또는 사전거절의 의사표시로 인하여 상대방에게 손해유발 신뢰(detrimental reliance)가 발생한 때에는 철회할 수 없다.

## 이행기 전의 이행거절
- 매매계약에 있어서 매수인이 매도인에게 중도금을 그 지급기일에 지급하려 하였으나 매도인이나 그 대리인인 처가 그 수령을 회피한 다음 불과 이틀만에 부동산가격이 올랐다는 이유로 매매계약을 해제하여 줄 것을 요구하고, 매수인이 이를 거절하자 오히려 매수인으로부터 중도금지급기일에 중도금의 지급이 없었다는 이유로 매도인이 계약해제의 통지를 함으로써 매매계약을 이행하지 아니할 뜻을 분명히 하였다면, 비록 중도금지급이 선이행관계에 있다 하더라도 매수인은 다시 중도금의 이행이나 제공은 물론 매도인에 대한 이행의 최고 없이도 매매계약을 해제할 수 있다 할 것이다[1].
- 부동산 매도인이 중도금의 수령을 거절하였을 뿐만 아니라 계약을 이행하지 아니할 의사를 명백히 표시한 경우 매수인은 신의성실의 원칙상 소유권이전등기의무 이행기일까지 기다릴 필요 없이 이를 이유로 매매계약을 해제할 수 있다[2].
- 매수인이 잔대금 지급의무를 이행하고 소유권이전등기를 넘겨받을 의사가 없음을 미리 표시한 것으로 볼 수 있는 객관적인 명백한 사정이 있는 경우에는 당사자 일방이 자기의 채무의 이행을 제공을 하지 않더라도 상대방의 이행지체를 이유로 계약을 해제할 수 있다[3]
- 도급인은 그 공사기한이 도래하기 전이라도 계약을 해제할 수 있지만 그에 앞서 수급인에 대하여 위 공사기한으로부터 상당한 기간 내에 완공할 것을 최고하여야 하고 다만 예외적으로 수급인이 미리 이행하지 아니할 의사를 표시한 때에는 위와 같은 최고 없이도 계약을 해제할 수 있다[4]
- 매수인이 매도인의 계속된 특약 사항의 이행촉구에도 불구하고 그 특약의 존재를 부정하면서 이를 이행하지 아니하였다면 매수인은 위 특약사항을 이행하지 아니할 의사를 분명하게 표시하였다고 할 것이므로 매도인은 자기의 채무의 이행제공이 없더라도 매매계약을 해제할 수 있다[5]
- 매매대금의 일부로 남아있는 금액에 관하여 매수인이 매도인에 대한 다른 반대채권의 상계로써 전액 지급된 것으로 주장하면서 소유권이전등기의 이행을 소구한 것만으로는 매수인이 자기의 채무를 이행할 의사가 없음을 명백히 한 것이 아니다[6]
- 이행거절의 이사표시가 적법하게 철회된 경우 상대방으로서는 자기 채무의 이행을 제공하고 상당한 기간을 정하여 이행을 최고한 후가 아니면 채무불이행을 이유로 계약을 해제할 수 없다[7]
- 계약상 채무자가 계약을 이행하지 아니할 의사를 명백히 표시한 경우에 채권자는 신의성실의 원칙상 이행기 전이라도 이행의 최고없이 채무자의 이행거절을 이유로 계약을 해제하거나 채무자를 상대로 손해배상을 청구할 수 있다[8]
- 채무자의 이행거절로 인한 채무불이행에서의 손해액 산정은 채무자가 이행거절의 의사를 명백히 표시하여 최고없이 계약의 해제나 손해배상을 청구할 수 있는 경우에는 이행거절 당시의 급부목적물의 시가를 표준으로 한다[9]
- 이행거절로 볼 수 있을 만큼 수령거절의사가 번복의 여지가 없는 경우 이행최고 없이 바로 계약을 해제할 수 있다[10]

## 이행기 후의 이행거절
- 매수인이 이행기일을 도과한 후에 이르러 매도인에 대하여 계약상 의무없는 과다한 채무의 이행을 요구하고 있는 경우 매도인으로서는 매수인이 이미 자신의 채무를 이행할 의사가 없음을 표시한 것으로 보고 자기 채무의 이행제공이나 최고 없이도 계약을 해제할 수 있다[11]

## 같이 보기
- 채무불이행

## 참고 문헌
- 위계찬, 채무불이행의 독자적 유형으로서 이행거절, 한양법학 제41집, 2013.2, 399-436 (38 pages)